# Snæfjallaströnd

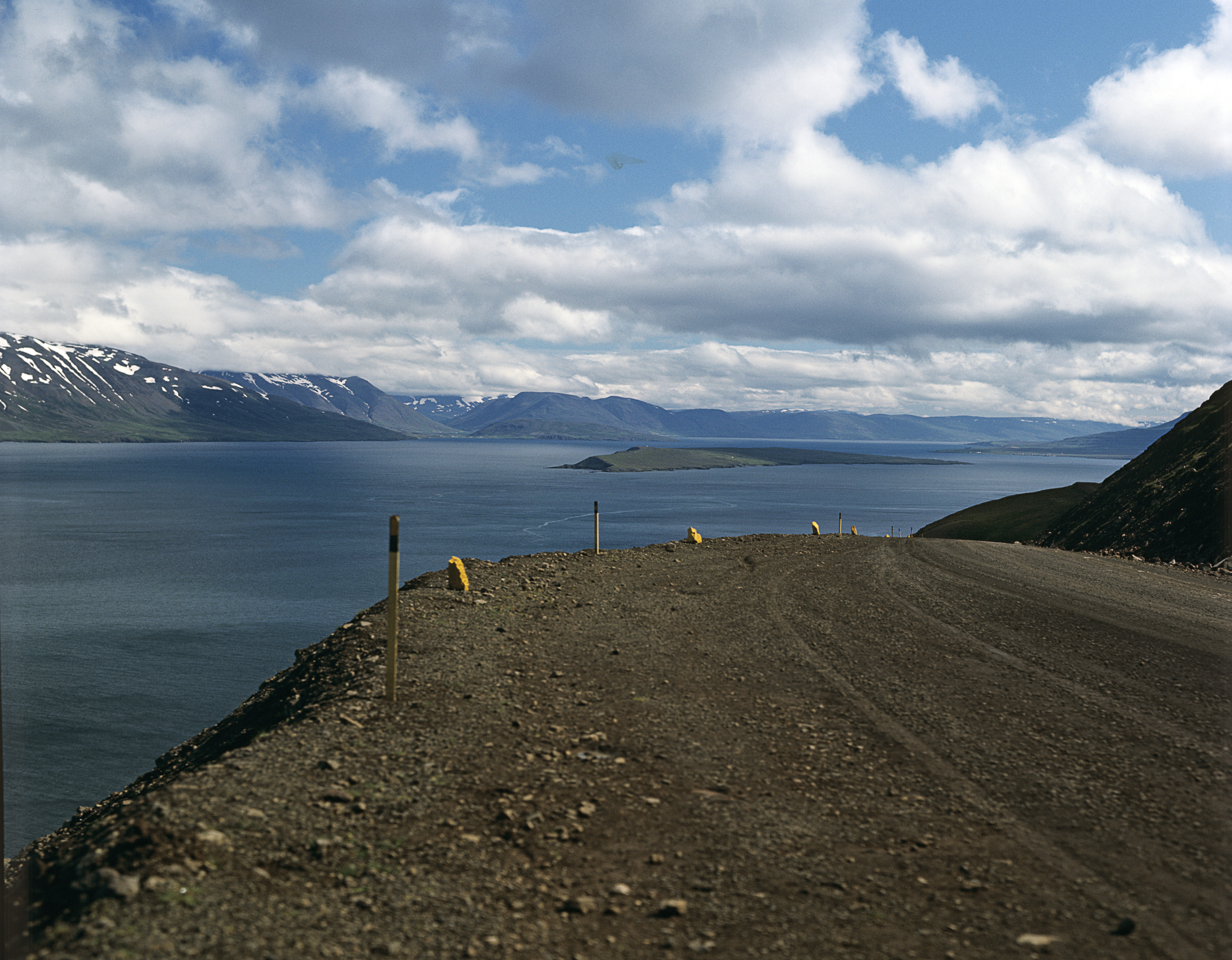
Blick von Ísafjörður über den Fjord Ísafjarðardjúp in Richtung Snæfjallaströnd (links und Hintergrund), im Mittelgrund die Insel Vigur, Foto vom Juli

Lage des Snæfjallaströnd am Ísafjarðardjúp

Bei Snæfjallaströnd handelt es sich um einen Küstenstrich in Island. Gemeint ist die nordwestliche Küste am Fjord Ísafjarðardjúp südöstlich der Jökulfirðir und westlich der kleinen Bucht Kaldalón. Die Gegend ist heute kaum noch bewohnt.
Das hat mit dem rauen Klima zu tun. Während im Süden des Fjordes, etwa im Ort Ísafjörður, im Sommer Temperaturen von 25 °C herrschen können, reichen gegenüber die Schneefelder auch im Juni, Juli oder August oft bis an den Fjord hinunter.
Daher erklärt sich auch der Name: deutsch „Schneebergküste“. Die Firnschneefelder ihrerseits sind Reste der westlichen Verlängerung des Gletschers Drangajökull, der noch bis Ende des 19. Jahrhunderts ein viel größeres Gebiet bedeckte als heute.
Vorgelagert im östlichen Teil des Fjordes liegen die Inseln Æðey und Vigur.